# Сезар Бирото
„Сезар Бирото“ (на френски: „Histoire de la grandeur et de la décadence de César Birotteau") е роман на Оноре дьо Балзак, публикуван през 1837 г. Той е част от огромния литературен проект на Оноре дьо Балзак „Човешка комедия“. Забележителното произведение разкрива по увлекателен начин историята на богат парижки търговец на парфюми, който е доведен до фалит от своите врагове.

## Сюжет
Действието започва в Париж през 1819 г., като повествованието ни представя дома на заможния парфюмерист Сезар Бирото, който е един от най-уважаваните търговци в столицата.
Сезар пристига в града като юноша с няколко монети в джоба, за да потърси късмета си, като започва работа в един парфюмериен магазин. Изключително упорит и съвестен в изпълнение на професионалните си задължения, Сезар научава тънкостите на търговията с парфюмерийни и козметични продукти и спестява известна сума пари. Влюбва се в младата и красива магазинерка Констанс, като поисква ръката ѝ от вуйчо ѝ, който благославя техния брак, тъй като младият Сезар е перспективен кандидат. Междувременно семейство Рагон, които са собствениците на парфюмерийния магазин „Кралицата на розите“, решават да се оттеглят от търговията и продават предприятието на Сезар, който се явява пръв помощник в магазина. Бирото е предприемчив и находчив търговец с много свежи идеи за развитие на своята търговска дейност. С помощта на един химик – господин Воклен (известен учен), Бирото пуска на пазара нови козметични продукти, които имат огромен успех и му донасят значителни печалби. Семейният му живот с Констанс върви отлично, двамата имат прекрасна дъщеря Сезарин. Освен това, благодарение на името, което си е изградил в търговията, той е поканен за съдия в градския търговски съд и започва да изпълнява длъжността на заместник кмет на втори парижки район. Именно в тази ситуация повествованието ни представя Сезар Бирото, който е на върха на своята слава. Амбициозният търговец обаче не възнамерява да спира дотук. Предложена му е изгодна спекулативна сделка с имоти в Париж, за която той не се замисля и веднага приема да участва в стопанското начинание, подмамен от огромните печалби, които се очакват от тази икономическа операция. Сделката му е предложена от близкия му приятел господин Роген – уважаван нотариус в столицата. Всъщност обаче зад цялата тази машинация стои младият и дързък Дю Тийе – бивш служител на Бирото в „Кралицата на розите“. Преди няколко години, Бирото установява, че младия му служител е злоупотребил с три хиляди франка от касата и го уволнява. Междувременно Дю Тийе прави неуспешни опити да съблазни Констанс и още повече се озлобява срещу цялото семейство Бирото. По-късно находчивият и лукав младеж успява да спечели огромно финансово състояние, благодарение на спекулативни сделки и се превръща в могъщ търговец. Но злобата му срещу единствените хора в града, които имат основание да го презират, нараства и той е жаден да види бившия си работодател в калта на живота. Нотариусът Роген е само удобен инструмент в ръцете на Дю Тийе. Роген има любовница, т.нар. „прекрасна холандка“, която буквално го разорява със своите постоянни и скъпи прищевки. Нотариусът започва да изпитва огромни финансови затруднения и влиза в дългове, за да задоволява желанията на любовницата си. Съпругата на Роген е близка с Дю Тийе и именно тя запознава двамата. Младият търговец установява истината за извънбрачния живот на нотариуса и за материалните му затруднения, като го превръща в „маша“ в своите планове за отмъщение. Именно Роген предлага на Бирото да се включи в сделката. Сезар без да се замисля дава на своя приятел Роген значителна сума пари, за да ги вложи в стопанското начинание. Освен това Бирото започва още една предприемчива инициатива. Той поверява на своя пръв помощник Анселм производството и продажбата на нов козметичен продукт. Сезар е таен съдружник на младия Анселм, който е много честен и трудолюбив момък, лудо влюбен в Сезарин. Анселм искрено се надява да постигне успех в търговията, за да може да спечели ръката на любимата си девойка. Той е изключително благодарен на своя работодател за гласуваното му доверие и започва да работи денонощно за разработване на продукта и пускането му в продажба. Бирото е на върха на щастието, той е доволен от поведението си и очаква значителни печалби от инвестициите си. Именно затова решава да организира пищен и разточителен бал в дома си, като конкретен повод за тържеството е факта, че е удостоен с титлата кавалер на „Почетния легион“, която предстои да му бъде връчена. Решава да отдели значителни средства, за да разшири и обнови жилището си, като започва солиден ремонт. Съпругата му Констанс трезво гледа на живота и се противопоставя на плановете на съпруга си, като му обръща внимание, че харчи прекалено много пари, но впоследствие и тя е заразена от еуфорията му. Балът в дома на Сезар е прекрасен, посетен е от видни държавници, политици, търговци, като цяло върхушката на обществения и търговски живот в столицата празнува с Бирото престижната награда, която получава. Но почти веднага след бала започват огромните проблеми на Сезар. Той научава, че Роген е избягал от града и е повлякъл със себе си своите кредитори, които няма как да удовлетворят вземанията си. Вложил едва ли не всичките си капитали в спекулативната сделка чрез Роген, на практика Сезар е разорен. Бирото започва да моли за кредит видни парижки банкери, но Дю Тийе предварително е помолил своите приятели да не отпускат никакви суми на бившия му работодател. Всъщност именно младежът насочва Бирото към тези хора, които уж могат да му помогнат, като едва ли не той се явява спасител на Сезар. Дю Тийе си играе игра на котка и мишка с нещастния търговец, който психически просто рухва. Предприятието на Анселм е успешно, но то не е способно все още да генерира толкова големи печалби. Сезар е принуден да обяви несъстоятелност и фалит, като остава много непокрити задължения към своите кредитори и именно това го смущава най-много, той се притеснява, че хората го мислят за лъжец, измамник и мошеник и това не му дава покой. Започва работа като чиновник на държавна служба, жена му и дъщеря също се трудят неуморно на най-обикновени длъжности. Живее просто, храни се често само с хляб и вода и спестява всяка монета, за да натрупа сума, с която да обезщети кредиторите си. За около една година предприятието на Анселм също процъфтява, като благодарение и на него се събират достатъчно средства. Те са поделени между кредиторите, а Сезар е напълно реабилитиран – акт, много рядко срещан в търговската история на Париж. Той благославя брака между Анселм и Сезарин, като умира почти веднага след като разбира радостната новина. На събранието на кредиторите, той е аплодиран от своите търговски партньори и кредитори, които се възхищават на почтеността му. Сезар е толкова щастлив, че сърцето му не издържа и получава сърдечен удар, който води до фатален край.